# 阿瑟 (内布拉斯加州)
阿瑟（英語：Arthur）是一個位於美國內布拉斯加州阿瑟縣的村。根據2010年美國人口普查，該地共人口117人，而該地的面積約為0.80平方千米。同時該地也是阿瑟縣的縣治。

## 地理
阿瑟的座標為41°34′21″N 101°41′47″W / 41.57250°N 101.69639°W，而該地的平均海拔高度為1114米（即3655英尺）。